# Uncle Grandpa
Uncle Grandpa (Nederlands: Ome Opa) is een Amerikaanse televisieserie van Cartoon Network. De tv-première vond plaats op 2 september 2013, nadat in 2008 al de eerste pilotaflevering was uitgezonden. De serie is een spin-off van Secret Mountain Fort Awesome.
In Nederland en Vlaanderen werd de reeks sinds 23 mei 2014 uitgezonden op Cartoon Network.

## Geschiedenis
De eerste pilotaflevering van de serie werd in 2008 ontwikkeld door Peter Browngardt en werd voor het eerst uitgezonden op Cartoon Network Video als onderdeel van The Cartooonstitute. De aflevering was succesvol, maar moest nog toestemming krijgen voor een eigen programma.

## Plot
Uncle Grandpa, de oppas die de oom-opa en broer-vader van ieder kind en volwassene in de wereld is, stopt elke dag bij de huizen van kinderen om te zien hoe het met ze gaat. De kinderen die een probleem hebben probeert hij te helpen met hun chaotische en surrealistische tegenslagen. Uncle Grandpa woont in een kampeerauto en wordt vergezeld door een rood pratend heuptasje genaamd Belly Bag, een antropomorfe dinosauriër genaamd Mr. Gus, een uitsnede van een foto van een tijger genaamd Giant Realistic Flying Tiger en een pratende pizzapunt genaamd Pizza Steve.

## Stemmen

### Origineel
- Ome Opa (Uncle Grandpa): Peter Browngardt
- Buideltas (Belly Bag): Eric Bauza
- Pizza Steef (Pizza Steve): Adam DeVine
- Meneer Guus (Mr. Gus): Kevin Michael Richardson

### Nederlandse stemmen
- Ome Opa: Stan Limburg
- Buideltas: Philip ten Bosch
- Pizza Steef: Jop Joris
- Meneer Guus: Jelle Amersfoort

## Afleveringen
| Seizoen | Seizoen | Afleveringen | Oorspronkelijk uitgezonden | Oorspronkelijk uitgezonden |
| Seizoen | Seizoen | Afleveringen | Eerste aflevering          | Laatste afleveringen       |
| ------- | ------- | ------------ | -------------------------- | -------------------------- |
|         | Pilot   | 3            | 2008                       | 15 maart 2012              |
|         | 1       | 52           | 2 september 2013           | 26 februari 2015           |
|         | 2       | 26           | 5 maart 2015               | 15 december 2015           |
|         | 3       | 26           | 16 december 2015           | 1 juli 2016                |
|         | 4       | 26           | 1 juli 2016                | 15 december 2016           |
|         | 5       | 23           | 16 december 2016           | 30 juni 2017               |

## Cross-over
Op 19 februari 2015 maakte Cartoon Network bekend dat er een speciale cross-over uitzending kwam met Steven Universe, genaamd 'Say Uncle'. De aflevering ging op 2 april 2015 in première.

## Uitzending
In Canada ging de serie op 2 september 2013 in première op Cartoon Network. Op 14 april 2014 ging de serie in het Verenigd Koninkrijk en Ierland in première, op 5 mei 2014 in Australië.

## DVD-uitgaves
| DVD titel    | Seizoen(en) | Aspect ratio | Aantal afleveringen | Totale speeltijd | Datum van uitgave |
| ------------ | ----------- | ------------ | ------------------- | ---------------- | ----------------- |
| Tiger Trails | 1           | 16:9         | 12                  | 132 minuten      | 16 december 2014  |
| Good Mornin' | 1           | 16:9         | 12                  | 132 minuten      | 7 april 2015      |